# Schloss Amberg

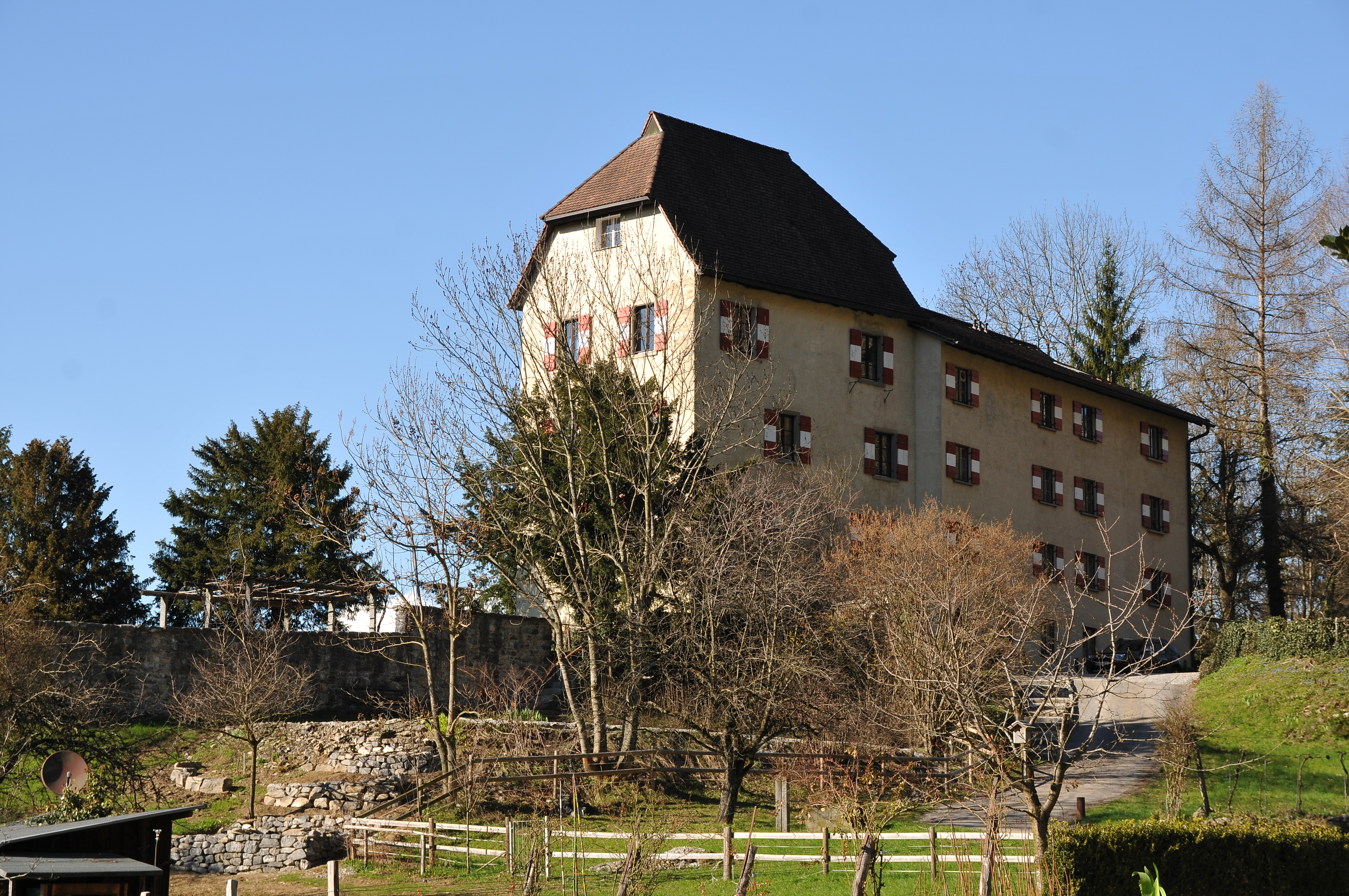
Schloss Amberg (2013)

Das Schloss Amberg liegt im Ortsteil Levis der Stadt Feldkirch (Vorarlberg), nördlich des Bahnhofes auf einer niederen Anhöhe. Das Objekt steht unter Denkmalschutz (Listeneintrag).

## Geschichte
Ein Vorgängerbau war vom 13. bis zum 15. Jahrhundert im Besitz der Feldkircher Patrizierfamilie Haiden. Der Stadtammann Felix Märklin errichtete ab 1502 ein Schlösschen oberhalb der Altenstadt. Um 1510 ging das Gut in landesfürstlichem Besitz über und diente der Mätresse Kaiser Maximilians I., Gräfin Anna von Helfenstein, als Wohnsitz. Der natürliche Sohn der beiden, Friedrich Max von Amberg, erbte 1535 den Besitz. Nach dessen Tod belehnte König Ferdinand I. 1554 seinen Hofvizekanzler Jakob Jonas mit dem Ansitz, ein Jahr später wurde das Lehen in freies Eigen umgewandelt. 1561 verkauften die Erben an Heinrich Vogler und in den nächsten 200 Jahren erfolgte ein häufiger Besitzwechsel. Die bekanntesten Eigentümer waren der Stadtammann von Feldkirch Othmar Pappus (1582), der Hubmeister der Stadt Georg von Altmannshausen (1591), die Edlen von Furtenbach (1600) und Viktor von Travers zu Ortenstein (1697). Seit 1795 befindet sich Amberg in bürgerlichem Besitz. 1900 wurde hier die Dichterin Paula Ludwig geboren. 1928 erfolgte eine Restaurierung und Ausbau, zeitweise diente es als Frühstückspension. Heute finden kulturelle Veranstaltungen statt und es wird für private Feiern vermietet.

## Architektur
Der Ansitz ist ein viergeschoßiger, annähernd quadratischer Wohnturm mit einem Krüppelwalmdach. Nordseitig war ursprünglich ein schmales rechteckiges Stiegenhaus, das später erweitert und 1970 nach Norden verlängert wurde. Das rundbogige Eingangsportal liegt zwischen Wohnturm und Flügelbau. Im Erdgeschoß von Turm und Anbau sind bergseitig Schießscharten erhalten. Der Kellerraum des Turmes ist mit einem Tonnengewölbe aus Ziegeln versehen. Vom Erdgeschoß bis zum zweiten Stock sind Balkendecken. Im dritten Obergeschoß hat sich eine einfache Felderdecke mit aufgelegten Leisten aus dem 17. Jahrhundert erhalten. Die Stiege liegt im an den Wohnturm anschließenden Anbau. Die Wohnräume wurden 1929 weitgehend modern neu eingerichtet.